# Kostiantyn Simczuk
Kostiantyn Mykołajowycz Simczuk, ukr. Костянтин Миколайович Сімчук (ur. 26 lutego 1974 w Kijowie) – ukraiński hokeista, reprezentant Ukrainy, olimpijczyk. Trener i działacz hokejowy.

## Kariera
- Sokił Kijów (1993–1997)
  -  SzWSM Kijów (1995–1996)
- Tacoma Sabercats (1997–1998)
- Las Vegas Thunder (1998–1999)
- Bakersfield Condors (1999)
- Port Huron Border Cats (1999)
- Knoxville Speed (1999–2000)
- San Diego Gulls (2000)
- Fort Wayne Komets (2000–2001)
- Sokił Kijów (2001)
- Spartak Moskwa (2001–2002)
- Saławat Jułajew Ufa (2002–2004)
- Sibir Nowosybirsk (2004–2005)
- Mietałłurg Magnitogorsk (2005–2006)
- HK MWD Bałaszycha (2006)
- CSKA Moskwa (2006–2007)
- Spartak Moskwa (2007–2008)
- Sibir Nowosybirsk (2008–2009)
- Sokił Kijów (2011–2012, 2013)

Wychowanek i wieloletni zawodnik Sokiłu Kijów. W międzyczasie przez cztery lata grał w USA w ligach WCHL, IHL, UHL. Następnie powrócił do Europy i grał w klubach rosyjskach w rozgrywkach Superligi i w pierwszym sezonie KHL. Od 2009 ponownie był zawodnikiem Sokiłu w rodzimych rozgrywkach Wyższej Ligi, którą w 2011 zastąpiła Profesionalna Chokejna Liha. Pierwotnie miał występować do zakończenia sezonu 2011/2012, jednak powrócił do gry w fazie play-off sezonu 2012/2013 i zdobył z Sokiłem brązowy medal.
Wielokrotny reprezentant kraju w juniorskich kadrach i seniorskiej reprezentacji. Uczestniczył w turniejach mistrzostw świata 1996, 1997 (Grupa C), 2001, 2002, 2003, 2004, 2005, 2006 (Elita), 2009, 2010, 2011 (Dywizja I) oraz na zimowych igrzyskach olimpijskich 2002.

## Kariera trenerska
- Sokił Kijów (2012–2013), trener bramkarzy
- Biłyj Bars Biała Cerkiew (2013–2014), trener bramkarzy
- Reprezentacja Ukrainy (2013–2014), trener bramkarzy
- Generals Kijów (2015–2016), asystent trenera
- Reprezentacja Ukrainy do lat 20 (2016–2017), trener bramkarzy
- Mietałłurg Nowokuźnieck (2017), trener bramkarzy
- Sokił Kijów (2018/2019), asystent trenera
- Sokił Kijów (2020–), dyrektor
- Reprezentacja Ukrainy (2021–), asystent trenera
- Sokił Kijów (2022–), główny trener

Od 2012 pełnił funkcję dyrektora sportowego w Sokile Kijów. Po zakończeniu sezonu w sierpniu 2013 został trenerem bramkarzy w klubie Biłyj Bars Biała Cerkiew. W tym samym czasie objął stanowisko trenera bramkarzy w reprezentacji Ukrainy, której selekcjonerem został Andriej Nazarow. Od lipca 2015 do końca października 2016 asystent trenera w klubie Generals Kijów.
Od czerwca 2017 trener bramkarzy i asystent głównego trenera, swojego rodaka Wadyma Szachrajczuka, w rosyjskim klubie Mietałłurg Nowokuźnieck. Na początku września 2017 sztab trenerski Szachrajczuka został zwolniony.
W 2020 został dyrektorem DJuSSz oraz reaktywowanego klubu Sokiła. W październiku tego roku kontrakt z klubem podpisał jego syn Michaił (ur. 2002), grający na pozycji napastnika. Na początku marca 2021 ogłoszono, że został asystentem selekcjonera kadry Ukrainy, Wadyma Szachrajczuka. W tym charakterze uczestniczył w turniejach MŚ edycji 2022 (Dywizja IB), 2023, zimowej Uniwersjady edycji 2023. Przed sezonem 2022/2023 objął obowiązki głównego trenera w Sokile Kijów.

## Sukcesy
Reprezentacyjne

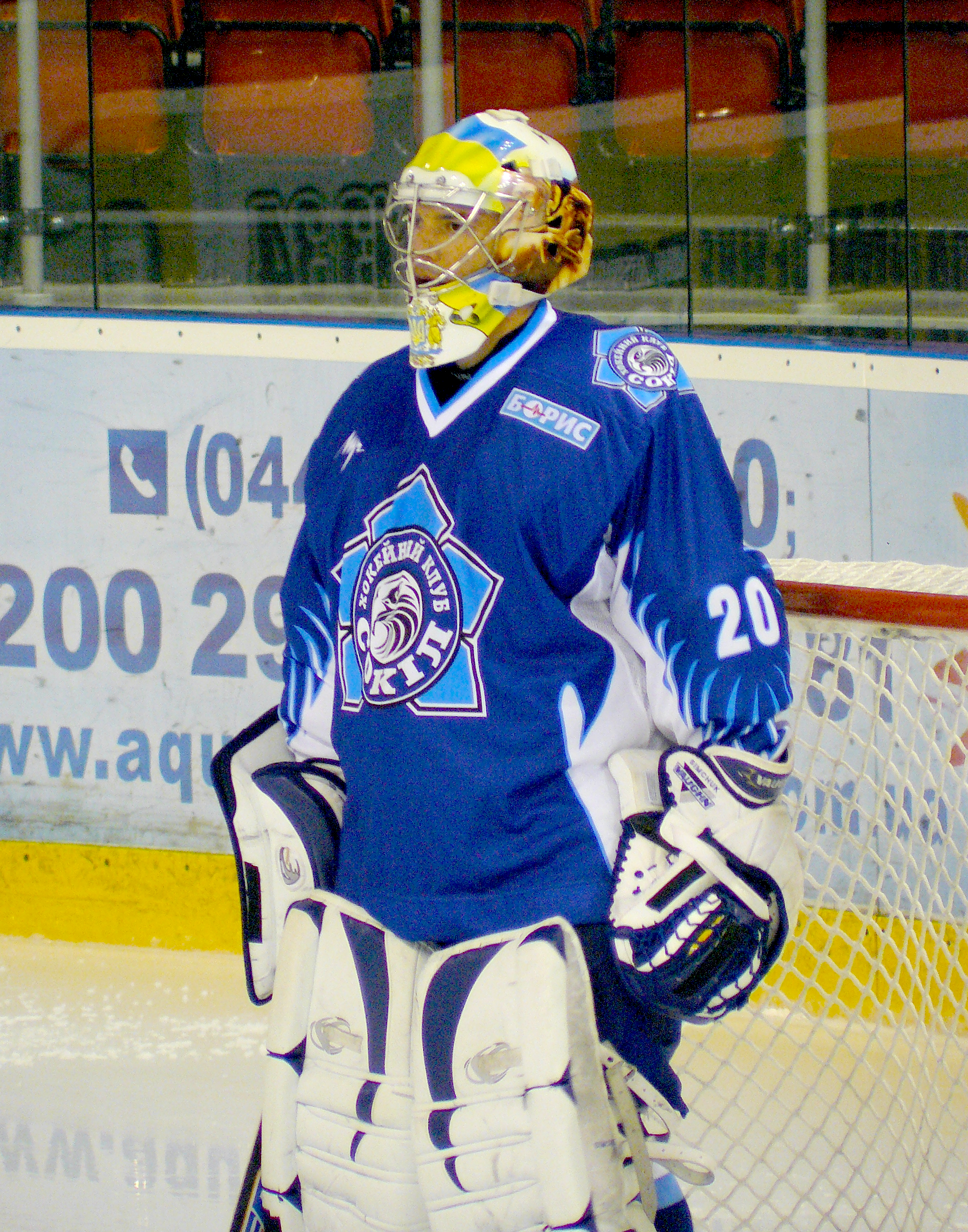
Kostiantyn Simczuk w barwach Sokiłu Kijów (2010)

- Awans do Grupy A mistrzostw świata do lat 20: 1994
- Awans do MŚ Grupy B: 1997

Zawodnicze klubowe
- Srebrny medal Wschodnioeuropejskiej Hokejowej Ligi: 1997 z Sokiłem Kijów
- Złoty medal mistrzostw Ukrainy: 1995, 1997, 2010 z Sokiłem Kijów
- Srebrny medal mistrzostw Ukrainy: 1994, 2011, 2012 z Sokiłem Kijów
- Brązowy medal mistrzostw Ukrainy: 2013 z Sokiłem Kijów
- Grupowy turniej półfinałowy Pucharu Mistrzów IIHF: 1995, 1996 z Sokiłem Kijów
- Puchar Spenglera: 2005 z Mietałłurg Magnitogorsk
- Brązowy medal mistrzostw Rosji: 2006 z Mietałłurg Magnitogorsk

Zawodnicze indywidualne
- Mistrzostwa Świata Juniorów w Hokeju na Lodzie 1994/Grupa B:
  - Najlepszy bramkarz turnieju[17]

Wyróżnienia indywidualne
- Najlepszy hokeista Ukrainy: 2005

Szkoleniowe klubowe
- Złoty medal mistrzostw Ukrainy: 2023 z Sokiłem Kijów

## Odznaczenie
- Order „Za zasługi” II stopnia (2008)[18][19][20]